# Платіжна картка

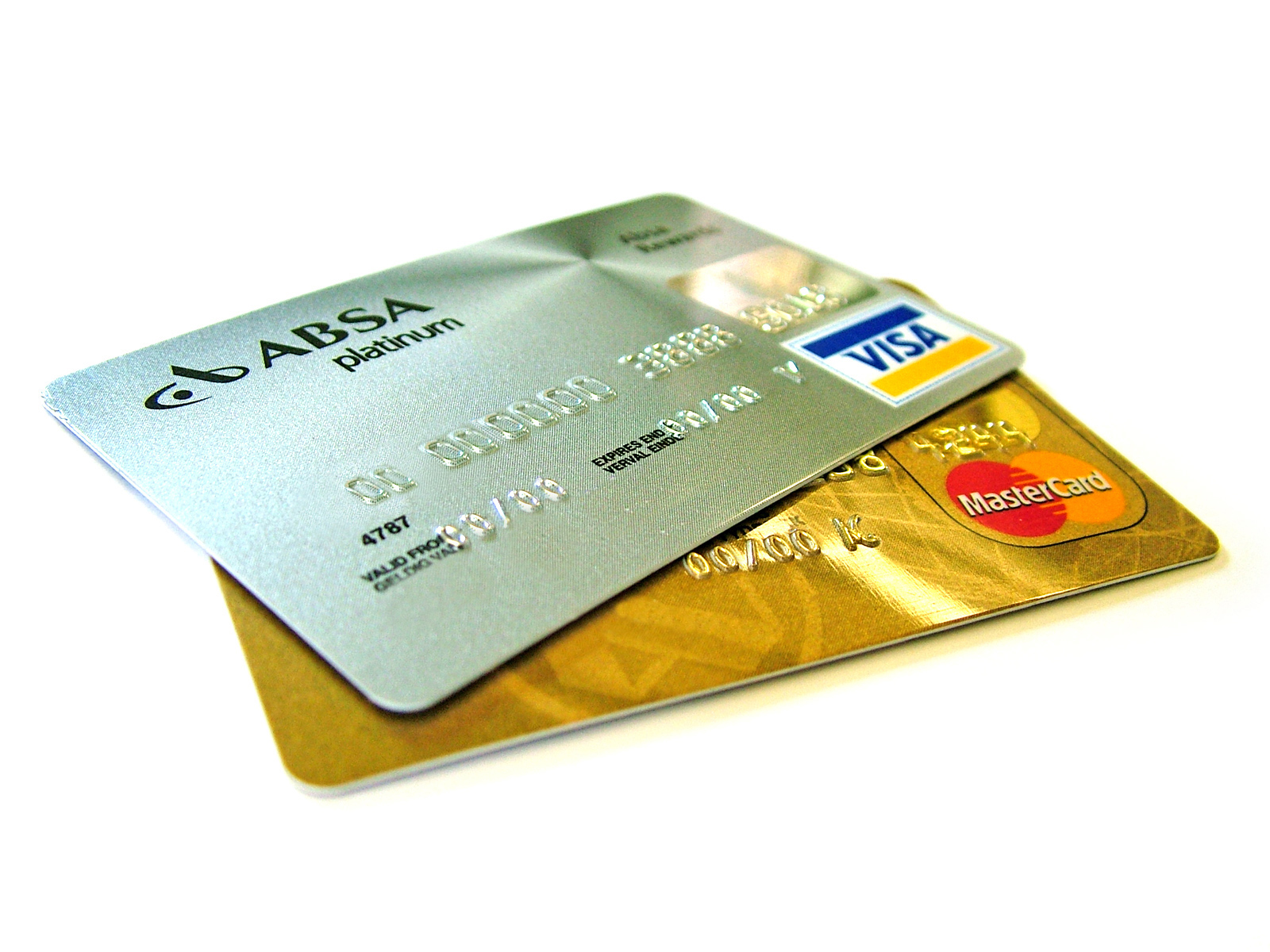
Банківські платіжні картки

Платі́жна ка́ртка (іноді банківська платіжна картка — БПК) — виготовлена згідно зі стандартом ISO/IEC 7810 ID-1 формату зі спеціального стійкого до механічних пошкоджень пластику пластина стандартних розмірів 54x86x0,76 мм, яка використовується для ідентифікації її користувача (тримача), для способу фіксації інформації і як аналог платіжних засобів. Ідентифікування забезпечується нанесенням на картку її номера (відповідно ISO/IEC 7812 стандартизованої нумерації), строку дії, прізвища, ім'я і зразка підпису власника картки та/або інших ідентифікаційних даних (магнітна смуга, чип, RFID-мітка тощо).
Цей платіжний засіб має назву «пластикові гроші», є особливим видом банківських розрахункових документів і призначений для оплати покупок товарів чи послуг, оплати інших зобов'язань та отримання готівки з банківських рахунків. Як правило, платіжна картка пов'язана з рахунком, що належить тримачеві картки. Власником такої картки зазвичай є банк-емітент, що випустив картку, про що домовлено у відповідному пункті договору про відкриття картки. Розміри комісій, що утримуються банком за обслуговування банківського рахунку з тримача картки, обумовлюються в договорі на обслуговування банківського рахунку. При відкритті банківської платіжної картки тримач отримує номер банківської картки і номер банківського рахунку.
З використанням пластикових карток для торгової точки спрощується інкасація готівки і відповідно зменшуються витрати, розширюються можливості клієнтів, збільшується товарообіг. Оскільки гроші перебувають на рахунках, а не у кишенях клієнтів, банк може користуватися коштами і гнучкіше планувати використання залишків на рахунках, отримувати комісійні за обслуговування клієнтів, в тому числі і торгової точки. На залишок по картковому рахунку клієнт може отримувати відсотки, і за багатьма видами карток у певних межах забезпечено кредитування (овердрафт).

## Технології
Усі види платіжних карток мають окремі елементи захисту, що постійно вдосконалюються, але існують загальні захисні елементи, що мають бути у кожній із справжніх карток певного виду.
Кожна банківська пластикова картка перед тим, як її видають клієнту, проходить стадію персоналізації (ідентифікації), коли до неї заносять індивідуальну інформацію, що пов'язана з банком-емітентом та клієнтом.

### Графічне оформлення
За допомогою цифрового офсетного друку на заготовці з листа пластику здійснюється друк (до сорока різних зображень), і отримується готова персоналізована картка.
Іншим типом є технологія графічної персоналізації. Ця спеціальна технологія передбачає
спосіб нанесення на поверхню пластикової картки видимої неозброєним оком інформації, тобто отримання на картці монохромних зображень чорно-білих фотографій, прізвищ, будь-яких номерів, штрих-коду, двомірного штрих-коду, підпису тримача, зображення відбитка пальця
руки та високоякісних кольорових фотографій. Відомими способами графічної персоналізації є: термотрансовер, термосублімація, струменевий друк, лазерне гравірування, лазерне
пропалювання наскрізь (отримане зображення видно на просвіт).
Інколи на картці друкують декілька фотозображень, що дублюють одне одного, наприклад, одне кольорове, а інше напівтонове, поверх котрого друкують або наносять методом тиснення текст з інформацією (прізвище, номер).

### Голографічна плівка
Надійним способом захисту в певних типах карток є покриття всієї поверхні картки або її частини прозорою голографічною плівкою з оригінальним рисунком під якою можуть бути нанесені різні зображення, фотографія та підпис власника картки. У цьому випадку використовують дві технології: підпис звичним приладом для письма і друк підпису, заздалегідь сканованого і введеного в базу даних за допомогою пристрою графічного друку.

### Ембосовані записи
Ембосування платіжних карток — це технологія тиснення, що застосовується для виготовлення документів. Виникла задовго до самої появи пластикових карток. Ембосування полягає в тому, за допомогою фізичного впливу на поверхню картки виникають опуклі зображення літер і цифр. Це дає змогу здійснювати механізовану обробку звітних документів. Ембосованими записами у картці є відомості про банк-емітент, номер картки та прізвище й ім'я тримача картки, інші примітки банка (як то валюта рахунку, тарифний план, окремі позначки і т.і.). У випадках, коли інформація про рахунок не ембосована, вона може бути вигравірувана лазером.

### Магнітна смуга картки
Магнітна картка являє собою тип картки з магнітною смугою, яка здатна зберігати дані шляхом зміни магнетизмом крихітних залізних магнітних частинок. Магнітна стрічка на зворотному боці картки містить різноманітну інформацію, зокрема, номер рахунку і дату закінчення строку дії картки, що повинно відповідати даті, котра ембосована на лицевому боці картки. Кожний клієнт має відомий тільки йому PIN-код, що автоматично ідентифікується платіжною системою. Саме на магнітній стрічці вперше інформація щодо власника картки була нанесена у вигляді аналогів одиниць, що згодом дало змогу забезпечити роботу банкоматів, перших банківських апаратів самообслуговування.

### Коди верифікації
Також на картках, призначених для міжнародних розрахунків через Інтернет, є код верифікації користувача картки — CVV2-код. Його ще називають CVC2 (чи просто CVV). Це останні 3 (три) або 4 (чотири) цифри коду, який знаходиться на зворотній (для карток Visa, Mastercard) або лицьовій (American Express) стороні платіжної картки. CVV дозволяє впевнитись, що картка фізично перебуває в розпорядженні користувача.
Це допомагає запобігти несанкціонованому або шахрайському використанню. Така необхідність існує при розрахунку через Інтернет. Цей код замінює підпис клієнта, який зазвичай перевіряє касир при розрахунку на POS терміналі (не плутайте ПІН-код та CVV це зовсім різні речі).
На картках Maestro CVV може бути відсутній. В цьому випадку код для здійснення розрахунків може надаватись обслуговуючим банком окремо, за запитом.

### Чип-картка
Чип-картка (також відома як «смарт-картка») — це пластикова картка з вбудованою інтегрованою мікросхемою або мікрочипом для проведення основних операцій з карткою через електронні канали. Мікросхема може використовуватися не лише системою оплати. Розташування самої мікросхеми і контактів стандартизовано для універсальності та забезпечення підтримки різних платіжних систем. Розрізняють картки з пам'яттю, що збільшує обсяг збереженої інформації порівняно з магнітною смугою[джерело?], і мікропроцесорні (Smart Cards) з вмонтованим процесором, який забезпечує значно вищий рівень захисту на основі криптографічних методів. Смарт-картки зазвичай дорожчі за картки з магнітною смугою.

## Види банківських карток
Пластикові картки бувають в основному двох видів: кредитні і дебетові. А ці картки можуть бути локальні і міжнародні. Існують також і віртуальні банківські картки, передплачені картки, електронні гаманці.
- Кредитна картка передбачає ліміт кредиту, що наданий банком клієнту протягом певного проміжку часу, суми якого заздалегідь визначені сторонами. Клієнт, що має рахунок у банку, оплачує товари і послуги грошима емітентів картки. Компанія-емітент надалі подає рахунки для оплати власнику кредитної картки.

- Дебетова картка передбачає можливість внесення клієнтом (тримачем) картки на свій рахунок у банку певної суми, у межах якої він може в майбутньому здійснювати свої витрати.

Якщо на заході в основному поширені кредитні картки, то у нас переважно використовуються дебетові картки.
Найпоширенішими в світі є платіжні картки міжнародних систем «Visa» та «MasterCard».

## Зручності й недоліки

### Зручності
- Користування банківськими послугами цілодобово у зручний час;
- Безпека коштів — викрадену готівку повернути майже неможливо, викрадену картку можна заблокувати[2];
- Розрахунки у мережі Інтернет;
- Зняття готівки за кордоном у місцевій валюті;
- Розраховуючись у магазині, не потрібно перевіряти та отримувати решту або шукати дрібні гроші;

### Недоліки
- Безпека — існує багато видів шахрайства з платіжними картками, користувачам доцільно встановлювати ліміти на різні види платежів;
- Відсутність анонімності, яка наявна при готівкових розрахунках;
- Залежність від коректної роботи обладнання та програмного забезпечення — у випадку збоїв у роботі процесингового центру, POS-терміналів або банкоматів, картки можуть або не працювати зовсім або не здійснювати частину операцій.

## Безпека
Вкрасти гроші з банківської картки, маючи ксерокопію її зворотного боку, дуже легко. Там є CVV-код (три останні цифри на смузі для підпису). Цього коду та номера картки досить, щоб зробити оплату в будь-якій платіжній системі. Тому при ксерокопіюванні картки, потрібно заклеювати ці три цифри. Це єдиний спосіб уберегтися від злодіїв. Також не потрібно віддавати свою картку невідомим людям.

## Платіжні картки в Україні

### 2020
На 1 жовтня 2020 року в Україні було емітовано 73,4 млн карток, це на 7,4 % більше, ніж у січні 2020.
Серед карток зростає відсоток безконтактних карток. Найбільше було випущено MasterCard 48,2 млн (65,8 %) та Visa 24,5 млн (33,4 %). На картки системи «Простір» припадає 600 тис. карток (0,8 %). Більшість безготівкових платежів (54 %) було зроблено безконтактними картками, що значно вище показника (30 %) минулого року.

### 2018
За даними Національного банку України на кінець першого півріччя 2018 року
- Частка обсягу безготівкових операцій підвищилася до 44,1 %, це на 5,8 в. п. більше у порівнянні з результатами першого півріччя 2017 року (38,3 %).
- Загальна кількість операцій із використанням платіжних карток, емітованих українськими банками, за результатами шести місяців 2018 року становила 1835,0 млн шт., а їхній обсяг — 1298,5 млрд грн. Ці показники у порівнянні з першим півріччям 2017 року зросли на 28,2 % та 41,0 % відповідно.
- Кількість безготівкових операцій за півріччя становила 1 423,3 млн шт., а їх обсяг склав 572,5 млрд грн.

За другий квартал 2018 року кількість безготівкових операцій склала 750,6 млн шт., з яких:
- 503,8 млн шт. здійснені із використанням карток платіжної системи MasterCard,
- 246,2 млн шт. — Visa,
- 0,6 млн шт. — НПС «ПРОСТІР».

Обсяг таких операцій склав 299,9 млрд грн, із них:
- 202,8 млрд грн припадає на MasterCard,
- 96,9 млрд грн — на Visa,
- 0,2 млрд грн — на НПС «ПРОСТІР».

Обсяги безготівкових операцій за перше півріччя 2018 року розподілилися наступним чином:
- операції у мережі Інтернет — 36,4 % (середній чек склав 380 грн),
- операції переказу коштів з картки на картку — 31,1 % (середній чек — 1583 грн)
- розрахунки в торговельній мережі — 29,9 % (середній чек — 233 грн),
- операції у пристроях самообслуговування — 2,6 % (середній чек — 557 грн).

Більше половини від загальної кількості безготівкових операцій з платіжними картками (51,7 %) — це розрахунки в торговельній мережі.
Загальна кількість платіжних карток в Україні станом на 1 липня 2018 року становила 60,1 млн шт., із яких майже 35,3 млн шт. — активних (58,7 %).
Кількість активних карток у платіжній системі MasterCard склала 24,1 млн шт., у Visa — 10,7 млн шт., у НПС «ПРОСТІР» — 0,4 млн шт. При цьому, кількість тримачів платіжних карток становила 42,3 млн осіб, тобто кількість платіжних карток на одного тримача в середньому складала 1,4 шт.
Є тенденція збільшення кількості безконтактних платіжних карток: станом на 1 липня 2018 року їх кількість склала майже 3,1 млн шт.
Інфраструктура для здійснення безготівкових операцій
Кількість підприємств торгівлі та сфери послуг, що надають своїм клієнтам можливість здійснювати безготівкові розрахунки за допомогою платіжних карток, на 1.7.2018 склала 187,7 тис. од.
Мережа платіжних терміналів становить 270,5 тис. шт. Це відбулося шляхом збільшення кількості торговельних платіжних терміналів: станом на 1 липня 2018 року їх кількість склала 251,5 тис. шт. При цьому, 190,2 тис. або 75,7 % мережі торговельних терміналів країни забезпечують можливість безконтактного прийому карток. Кількість банківських платіжних терміналів склала 19,0 тис. шт.
Показник співвідношення кількості платіжних терміналів до чисельності постійного населення України станом на 1 липня 2018 року зріс до 6,4 шт. на тисячу населення.
У м. Київ кількість платіжних терміналів становила 17,1 шт. на тисячу населення. Лідерами серед областей України, де кількість платіжних терміналів на тисячу населення перевищує середній показник в Україні були Дніпропетровська (8,7 шт./тис. населення), Київська (8,3 шт./тис. населення) та Одеська області (7,5 шт./тис. населення). Найнижчі показники спостерігалися у Луганській (1,6 шт./тис. населення) та Донецькій (2,7 шт./тис. населення) областях.
Загальна кількість банкоматів в Україні склала 18,5 тис. шт.
У розрізі регіонів та банківУ регіональному розрізі за кількістю платіжних карток та платіжних пристроїв для їх обслуговування домінують м. Київ, Дніпропетровська та Харківська області;
Найбільшими банками-еквайрами та емітентами платіжних карток є: АТ КБ «ПРИВАТБАНК», АТ «ОЩАДБАНК» та АТ «РАЙФФАЙЗЕН БАНК АВАЛЬ».
Проблеми
Високий рівень готівки в обороті гальмує ріст економіки, знижує рівень прозорості та затримує активний розвиток сучасних сервісів та технологій. За перші три місяці 2018 року рівень тіньової економіки складав 33 % від офіційного ВВП, що перешкоджає стабільності фінансової системи.
Держава змушена нести значні витрати пов'язані із введенням в обіг, поширенням і зберіганням готівки.
Недостатньо розвинена інфраструктура для забезпечення можливості здійснення безготівкових розрахунків, оскільки показник співвідношення кількості платіжних терміналів до чисельності постійного населення України станом на 1 липня 2018 року становить лише 6,4 шт. на тисячу населення.
Більше половини від загальної кількості безготівкових операцій з платіжними картками (51,7 %) — це розрахунки в торговельних мережах (здебільшого це великі мережі супермаркетів та гіпермаркетів). Залишається низький рівень проникнення безготівкових розрахунків у інші сфери послуг, такі як тимчасового розміщення, поштових, кур'єрських, медичних, житлово-комунальних, пасажирських та вантажних перевезень, страхування, оренди, спорту тощо.

### 2008
Портрет користувача
У 2008 році користувачі карток серед фізичних осіб становила 43,6 % населення України старших 16 років, у 2009 році — трохи більше 44 %, а в 2010 цей показник сягнув 47,3 %.
Більше половини карток (56 % в 2010 році) відкривається з ініціативи роботодавця, тоді як з власної ініціативи банківські картки в 2010 році відкрили 28 % користувачів (що на 3,7 % більше ніж у 2008 році). Серед одержувачів регулярних доходів найвища частка тих, хто одержує їх на картку, серед студентів — 88 %. В 2010 вже трохи більше третини, з тих хто отримує пенсію, отримує її на картку.
Користувачі карток частіше люди віком 20-49 років, частіше проживають на сході й рідше на заході, здебільшого у містах, частіше мають вищу освіту, працюють за наймом, мають відносно кращий рівень добробуту.
За даними GfK, вже близько 66 % українців мають пластикові платіжні картки. Більшість користувачів використовують їх не просто для зняття готівки, а для безготівкових платежів. За другий квартал 2018 року обсяг безготівкових розрахунків досяг 299 млрд грн.
За даними останнього дослідження Світового банку, в Україні ще близько 37 % населення, яке є фінансово неінклюзивне (не мають рахунків, не користуються фінансовими послугами).
Зараз в Україні проводиться понад 44 % безготівкових розрахунків. У першому півріччі 2018 року домінували операції в інтернеті (36 %).
Перекази з картки на картку зайняли 31 %, класичний еквайринг — 29 %.